# Zdeněk Dítě
Zdeněk Dítě (* 19. November 1920 in Prag; † 11. Dezember 2001 ebenda) war ein tschechoslowakischer Schauspieler.

## Leben
Zdeněk Dítě wuchs in Prag auf, wo er zeitlebens wohnte. Nach seinem Schulabschluss erlernte er zunächst den Beruf des Tischlers. Im Zweiten Weltkrieg war er einige Jahre lang als Soldat an der Ostfront tätig.für welche Kriegspartei?
Ab 1946 absolvierte Dítě seine Schauspielausbildung an der Film- und Fernsehfakultät der Akademie der Musischen Künste. In seiner rund viereinhalb Jahrzehnte lang andauernden Karriere wirkte er als Schauspieler vor der Kamera bis 1992 in mehr als 130 Film-und-Fernsehproduktionen mit.
Dítě war ein gefragter Bühnendarsteller und stand unter anderem in mehreren Theaterstücken von William Shakespeare wie beispielsweise in Hamlet oder in Romeo und Julia auf der Bühne. Er war zeitweise am Nationaltheater Prag sowie auch später am Divadlo na Vinohradech als festes Ensemblemitglied engagiert. Anfang der 1990er-Jahre erkrankte Dítě an Alzheimer und zog sich daraufhin aus dem Rampenlicht zurück.
Dítě starb am 11. Dezember 2001 im Alter von 81 Jahren. Seine Grabstätte befindet sich auf dem Vyšehrader Friedhof in Prag.

## Filmografie (Auswahl)
- 1955: Es war einmal ein König
- 1972: Das Mädchen auf dem Besenstiel
- 1973: Schüsse in Marienbad
- 1975: Pan Tau (Fernsehserie, 2 Folgen)
- 1977: Adele hat noch nicht zu Abend gegessen
- 1977: Wie Honza beinahe König geworden wäre
- 1978: Das Krankenhaus am Rande der Stadt (Fernsehserie, 1 Folge)
- 1980: Luzie, der Schrecken der Straße (Fernsehserie, 2 Folgen)